# Tricyphona (Pentacyphona) ampla
Tricyphona (Pentacyphona) ampla is een tweevleugelige uit de familie Pediciidae. De soort komt voor in het Nearctisch gebied.